# Władysław Podlacha
Władysław Podlacha (ur. 4 grudnia 1875 w Bielanach, zm. 20 grudnia 1951 we Wrocławiu) – polski historyk sztuki, profesor Uniwersytetu Jana Kazimierza we Lwowie i – po wojnie –
Uniwersytetu Wrocławskiego.

## Życiorys
Uczył się w C.K. Gimnazjum św. Anny w Krakowie. W 1895 ukończył VIII klasę i zdał egzamin dojrzałości w C.K. Gimnazjum im. Franciszka Józefa we Lwowie (w jego klasie byli m.in. Wincenty Czernecki, Adam Ferdynand Czyżewicz, Stanisław Kętrzyński). W latach 1895–1899 studiował historię sztuki na Uniwersytecie Lwowskim i Jagiellońskim (1899–1900). W latach 1896–1898 był stypendystą Zakładu Narodowego im. Ossolińskich. Pracował jako nauczyciel historii w gimnazjach w Stryju (1900–1904), w Śniatynie (1905–1909) i w oddziałach równorzędnych C.K. IV Gimnazjum we Lwowie (1909–1916). Pracował też w Prywatnym Gimnazjum Zofii Strzałkowskiej we Lwowie, gdzie uczył propedeutyki filozofii. W 1909 uzyskał doktorat, a w 1916 habilitację. W 1919 został profesorem nadzwyczajnym, w 1922 profesorem zwyczajnym. Zajmował się historią sztuki średniowiecznej i nowożytnej. Był autorem prac z zakresu metodologii badań nad sztuką, kierownikiem Zakładu sztuki polskiej i wschodnioeuropejskiej UJK, jednym z pierwszych polskich ikonologów. W 1936 stanął na czele Katedry Historii Sztuki Polskiej i Wschodnioeuropejskiej na UJK w wyniku połączenia Katedry Historii Sztuki Nowożytnej (po śmierci jej kierownika Władysława Kozickiego) z Katedrą Historii Sztuki Polskiej. Pełnił funkcję kuratora Koła Historyków Sztuki Studentów UJK.
Po wybuchu II wojny światowej i agresji ZSRR na Polskę w okresie okupacji sowieckiej był kierownikiem Katedry Historii Sztuki na Wydziale Historycznym Lwowskiego Państwowego Uniwersytetu im. Iwana Franki we Lwowie. W czasie okupacji niemieckiej Lwowa wykładał historię sztuki na tajnym UJK we Lwowie w ramach Wydziału Humanistycznego. Od 1941 do 1944 był kierownikiem Muzeum Historycznego miasta Lwowa, co pozwoliło mu na odpowiednie zabezpieczenie zbiorów.
Zmuszony do wyjazdu ze Lwowa po II wojnie światowej, osiadł w 1946 we Wrocławiu, gdzie stworzył Katedrę Historii Sztuki na Uniwersytecie Wrocławskim, którą kierował aż do śmierci.
Został pochowany na cmentarzu św. Wawrzyńca.

## Odznaczenia
- Krzyż Komandorski Orderu Odrodzenia Polski (1938)[9][10]